# Centres de biathlon et de ski de fond d'Alpensia
Les Centres de biathlon et de ski de fond d'Alpensia (en 알펜시아 크로스컨트리 및 바이애슬론 센터 en coréen) sont deux équipements sportifs contigus situés dans la station d'Alpensia de la commune de Daegwallyeong-myeon dans le district de Pyeongchang en Corée du Sud.

## Histoire
Ces centres peuvent accueillir des épreuves de biathlon et de ski de fond et se situent à proximité des installations de saut à ski. Leurs terrains respectifs peuvent être utilisés l'été pour pratiquer le golf.
Les Centres de biathlon et de ski de fond d'Alpensia peuvent accueillir chacun 7 500 spectateurs, dont 4 500 places assises. Leurs tribunes respectives sont séparées de quelques centaines de mètres et de construction et format identique.